# Grušce
Grušce – wieś w Słowenii, w gminie Šentjur. W 2018 roku liczyła 76 mieszkańców.